# San Juan Bautista (Madrid)
El barrio de San Juan Bautista se encuentra en Madrid, en el distrito de Ciudad Lineal, en la zona noreste de la ciudad. Linda con la autopista de circunvalación M-30, la autovía N-II, la calle de Arturo Soria y la calle de José Silva/Ramón y Cajal.

## Historia
Se urbanizó a principios de la década de 1960. La compañía Saconia construyó la mayoría de los inmuebles. El barrio, también conocido como "El Parque de San Juan Bautista", o simplemente "el Parque", quedaba algo aislado de Madrid. Su comunicación con la ciudad era a través de un angosto túnel bajo la Avenida de América, entonces llamada "autopista de Barajas", o por unas calles que le comunicaban con Arturo Soria. Un autobús, la línea P-1, conocido como "camioneta" atravesaba "el Parque" en su trayecto Canillas - Diego de León, dónde quedaba la estación de Metro más cercana. Subiendo a la entonces estrechísima carretera en Arturo Soria, se podía tomar el tranvía que circulaba norte-sur, entre sendos pinos piñoneros, desde el Barrio de la Concepción hasta Chamartín de la Rosa. 
El Parque estaba constituido como asociación de vecinos particular, quedando fuera de la actuación urbanística del Ayuntamiento de Madrid. Esta condición dejaba la manutención de los jardines, iluminación e incluso el asfaltado al cuidado de la asociación particular. Se consideraba un lugar sano para las familias que querían vivir fuera del ruido y la contaminación de la ciudad.
Eran famosas las fiestas de San Juan que se celebraban anualmente en junio, según la tradición secular de hogueras. Las fiestas atraían a jóvenes de otros barrios, como Canillas, La Colina, o San Pascual, que venían a disfrutar de las atracciones de la verbena, conciertos y la hoguera que se situaba en el "campo de la Iglesia" al norte del barrio junto a la parroquia. Este "campo de la iglesia" era un descampado que terminaba abruptamente en un desnivel de al menos cien metros. Hoy día desaparecido, se encontraba donde hoy hay un acceso a la M-30 desde la calle Torrelaguna. En el campo de la Iglesia, los estudiantes de los colegios del Parque realizaban sus ejercicios de educación física y celebraban sendos partidos de fútbol, con la particular circunstancia de que el balón a menudo se caía por el barranco. 

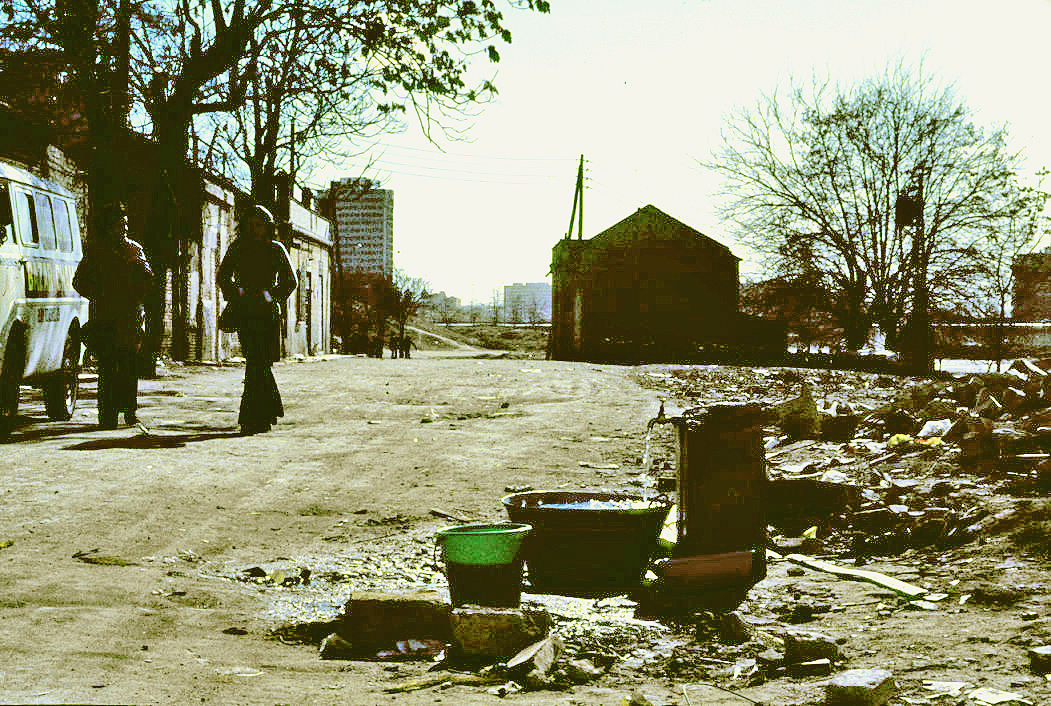
Quinta de la Paloma en 1976

Tras este barranco se situaba la hoy desaparecida "Quinta de la Paloma", un poblado de viviendas humildes sin agua corriente ni alcantarillado. Los chavales del Parque atravesaban "la Quinta" para acercarse a las obras de la "Avenida de la Paz", como entonces se llamaba a la futura M-30, y a la calle de López de Hoyos. En estas zonas se veían muchas casas rurales hoy desaparecidas, restos de antiguas fábricas y ruinas de la guerra civil. Al lado de la Quinta y bajando por la calle de Treviana, había tres "rascacielos", unos bloques de vivienda de doce pisos, con ascensor. 
En su extremo sur, por la actual calle Ramírez de Arellano, se encontraban una serie de fábricas, entre ellas Talleres de Arte Granda, los laboratorios Parke-Davis, y los estudios de Hispavox. Otro pequeño descampado atraía a los chavales del Parque como zona de juego, donde se podían encontrar restos industriales, como discos de pizarra, bobinas de nailon, etc. En Hispavox, se podía ir a ver la visita de cantantes famosos de la época, por ejemplo Karina. Posteriormente se construyeron unas torres de pisos en zona ajardinada sobre ese antiguo descampado.
Los estudios cinematográficos de la CEA quedaban en el cruce de Arturo Soria con la autopista de Barajas. Junto a Arturo Soria, había otro gran descampado y una serie de casonas en ruinas. Durante unos años estos descampados fueron basureros, como ha sido la práctica general en las afueras de Madrid. Las casas abandonadas eran lugar de reunión de las pandillas del Parque. Por esta zona también estaba el estadio de fútbol del equipo de tercera división, Plus Ultra, con exquisito césped que aprovechaban los chavales del barrio para colarse algunas tardes para improvisar unos partidos de lujo. En la calle Ramírez de Arellano se construyó más tarde otro campo de fútbol, el de García de la Mata, sin césped.

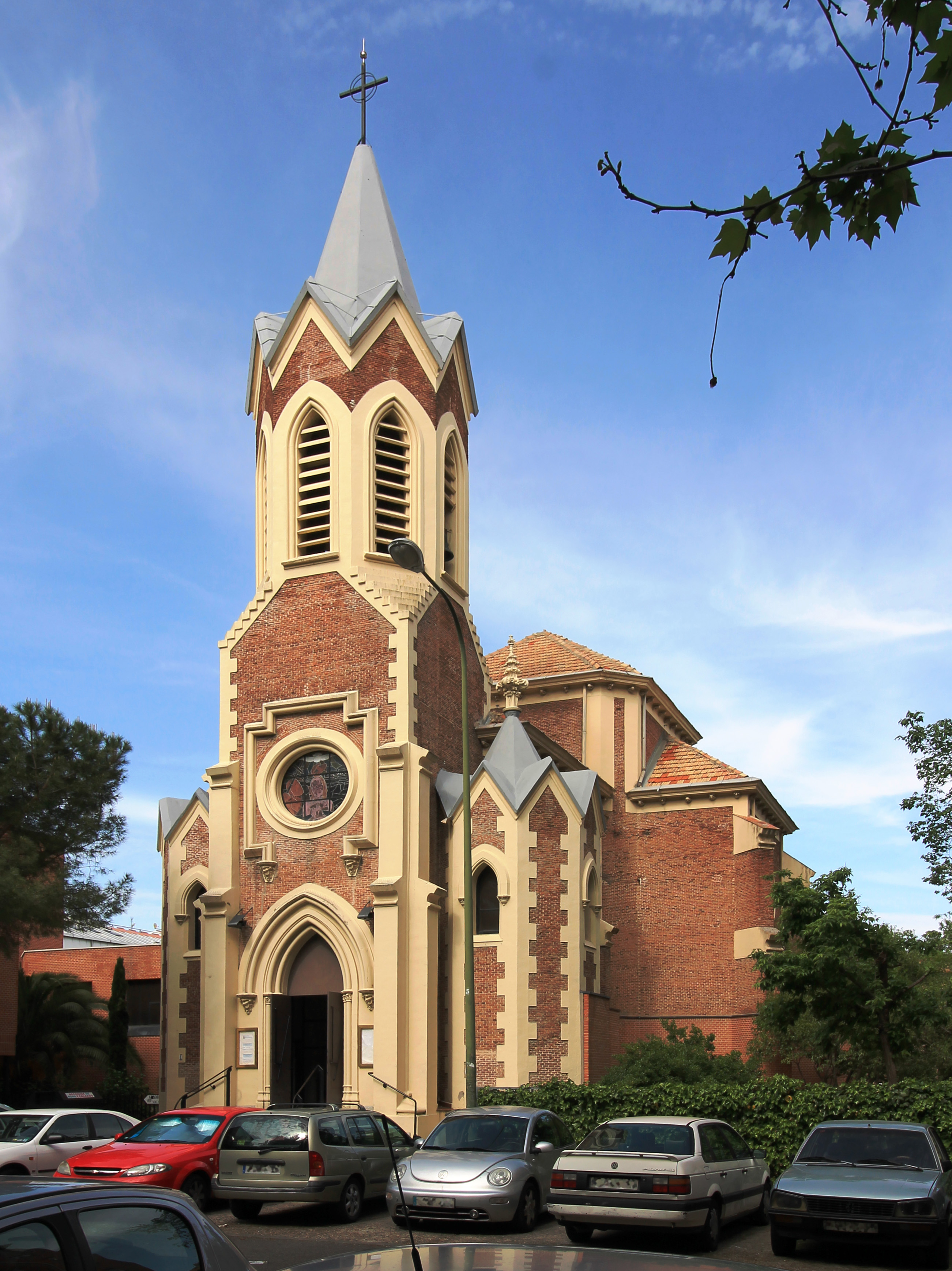
Iglesia de San Juan Bautista, erigida en 1929.

Los mayores se reunían a tomar el aperitivo en una gran variedad de lugares: El Bar San Juan, también conocido como "Marcial" en la calle Cidamón; Los Chavales, un lugar de comidas muy concurrido en verano por sus mesas en la plaza Valvanera; El Quiosco con sus mesas en lo alto de la calle Torrelaguna; El Tubo, como su nombre indica estrechísimo tugurio al lado de una sala de billares y futbolines; y La Bolera, otro comedero con campeonato de bolos montañeses.
El Parque tenía dos grandes colegios particulares: el de "las Monjas", o Nuestra Señora del Buen Consejo, y el San Estanislao de Kostka (SEK), que posteriormente se mudó al oeste de Madrid. El colegio de las Monjas tenía enfrente un vivero de árboles que posteriormente se convirtió en jardín público. Además, había otros colegios particulares, como el colegio Paídos, o el de "Don Valentín" cuyo nombre era "Nuestra Señora del Rosario". A finales de los sesenta, se estableció en Canillas el "Instituto Conde de Orgaz".Otras opciones cercanas eran el Ramiro de Maeztu en Arturo Soria, o el Colegio Claret, en la Avenida de América.
En la década de los setenta, la zona del Parque se transformó rápidamente con una creciente urbanización, se añadió una piscina municipal.
En los ochenta se construyeron viviendas de lujo alrededor de Arturo Soria y en la zona cercana a la M-30. La zona del campo de la Iglesia y la Quinta de la Paloma fue profundamente transformada, desapareciendo el terraplén y las chabolas. Finalmente se construyó un colegio público y llegó el Metro con las estaciones de la Avenida de la Paz y Arturo Soria. El tranvía desapareció y el autobús ahora te lleva desde el Parque hasta la Puerta del Sol atravesando lo mejor de Madrid. Hispavox y Parke-Davis desaparecieron, pero llegaron Telefónica, Amper y varias otras empresas. Dos personajes de la España de los setenta, que vivían en el Parque fueron la cantante Massiel y el actor Emilio Rodríguez, de la popular serie de TVE Crónicas de un pueblo. Asimismo esta pintoresca barriada de Madrid es cuna del ilustre compositor y pianista Josué Bonnín de Góngora.
En los noventa llegó La Jefatura de Tráfico, y el centro comercial de Arturo Soria.
Hoy día, el Parque está plenamente integrado en la ciudad de Madrid y ha perdido su antigua personalidad. Las fiestas de San Juan están suspendidas desde hace unos años (2006). Las viviendas son muy heterogéneas mezclándose las primeras de protección oficial desde su creación con los últimos bloques con piscina.

## Demografía
| Gráfica de evolución demográfica de San Juan Bautista entre 1986 y 2016 |
|                                                                         |
| Fuente Ayuntamiento de Madrid/ - Elaboración gráfica por Wikipedia      |